# Pepper's Lounge
Pepper's Lounge — нічний клуб в Чикаго, відкритий Джонні Пеппером у 1956 році.
Серед блюзових музикантів, які виступали в клубі були Мадді Вотерс, Хаулін Вульф, Шейкі Джейк, Отіс Раш, Джуніор Веллс (який записав тут свій альбом It's My Life, Baby 1966 року), Меджик Сем, Бадді Гай, Лонні Брукс та ін. Вотерс часто виступав у цьому клубі у 1960-х роках. У 1971 році переїхав за адресою 1321 S. Michigan Avenue, де раніше розташовувався клуб Alhambra Ахмада Джамала.